# Famille Flangini
 (juillet 2024).
Si vous disposez d'ouvrages ou d'articles de référence ou si vous connaissez des sites web de qualité traitant du thème abordé ici, merci de compléter l'article en donnant les références utiles à sa vérifiabilité et en les liant à la section « Notes et références ».
La famille Flangini est une illustre famille de l'île de Chypre, contrôlée par les Vénitiens entre 1489 et 1573.

## Historique

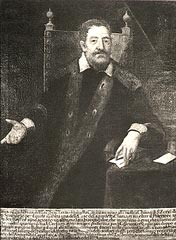
Thomas Flanginis

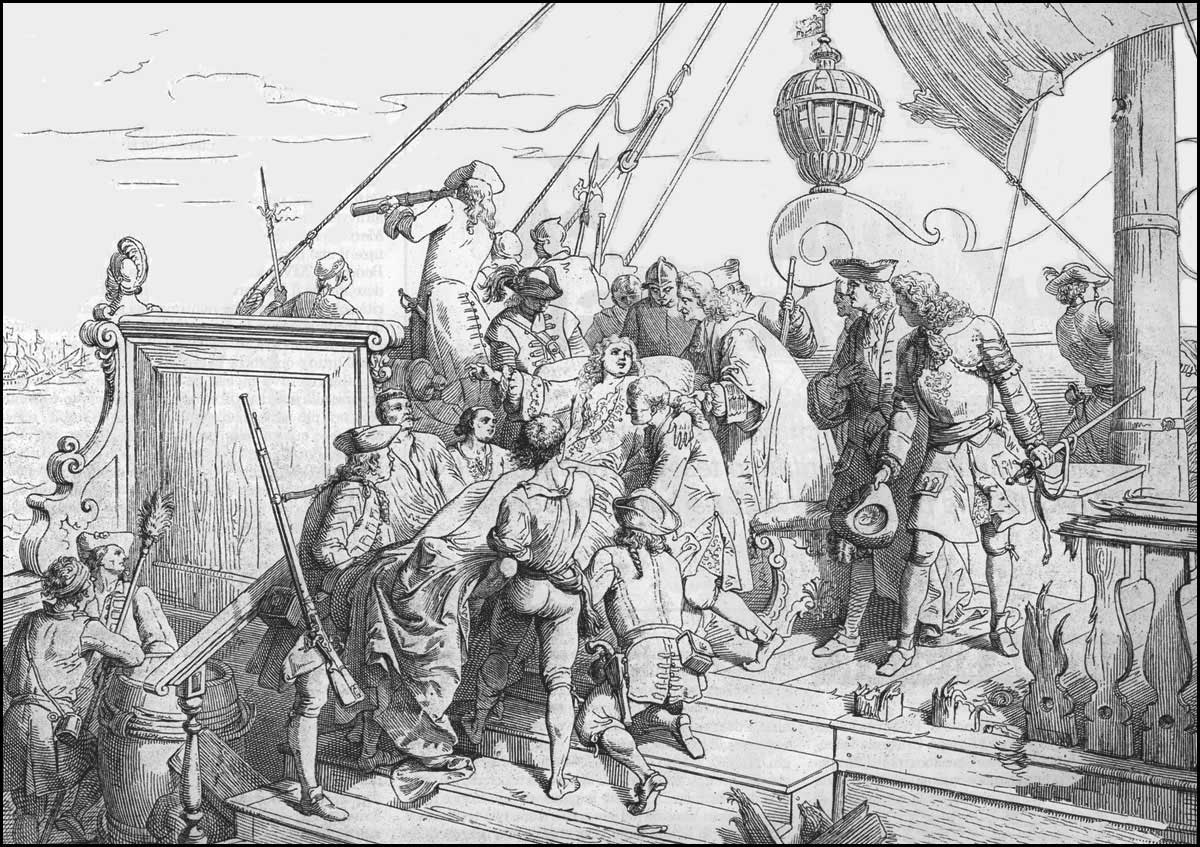
La mort du capitaine Ludovico Flangini

Une fois transféré à Venise, en 1638, l'avocat Tommaso Flangini a acheté deux palais voisins, appartenant aux Contarini et da Ponte, qui deviendront le Palazzo Flangini Fini. Ayant fortement augmenté leur richesse grâce à des investissements chanceux, les Flangini ont réussi à acheter une vaste juridiction jointe à un château considérable dans l'État Impérial aux frontières du Frioul, en s'investissant avec le compte de titre.
La mauvaise gestion de l'entreprise conduit toutefois la famille à devoir vendre le château au même empereur, obtenant une somme égale à cinq cent mille ducats, dont un cinquième a servi à l'agrégation de la famille au corps patricien de Venise en 1664, en la personne du comte Girolamo Flangini. Le paiement aux caisses de l'état vénitien servait à financer le coût de la guerre de Candie pour le contrôle de l'île de Crète. L'agrégation fut entérinée au sénat (164 pour, 11 contre, 6 abstentions) et dans le Grand Conseil (590 en faveur, 81 contre, 20 abstentions).
Certaines sources signalent un certain Lodovico di Girolamo Flangini, qui serait mort en 1715 comme capitaine du navire en combattant le Turc. Pour cette raison, son frère Constantin, par décision du Sénat, sera orné de la Stola d'Oro.
La maison était limitée à un seul sénateur en 1780, qui était aussi l'agent d'audience à la Sacra Rota, à Rome, et dont la fille unique s'était mariée, en 1779, à Giulio di Antonio des Comtes Panciera di Zoppola, qui étaient ses héritiers. Peu après la chute de la république de Venise en 1797, la branche patricienne des Flangini s'est donc éteinte.

## Autres branches
Une branche collatérale de la famille, cependant, a pris le nom de Flangini Giovanelli à la suite d'un héritage de la famille patricienne des Giovanelli, et a donné naissance à un cardinal de la Sainte Église romaine : Ludovico Flangini Giovanelli (1733-1804).
Un autre comte du même nom avait obtenu de Ferdinand III le titre de comte d'Empire en tant que comte de Saint-Odoric pour services rendus.

## Armes

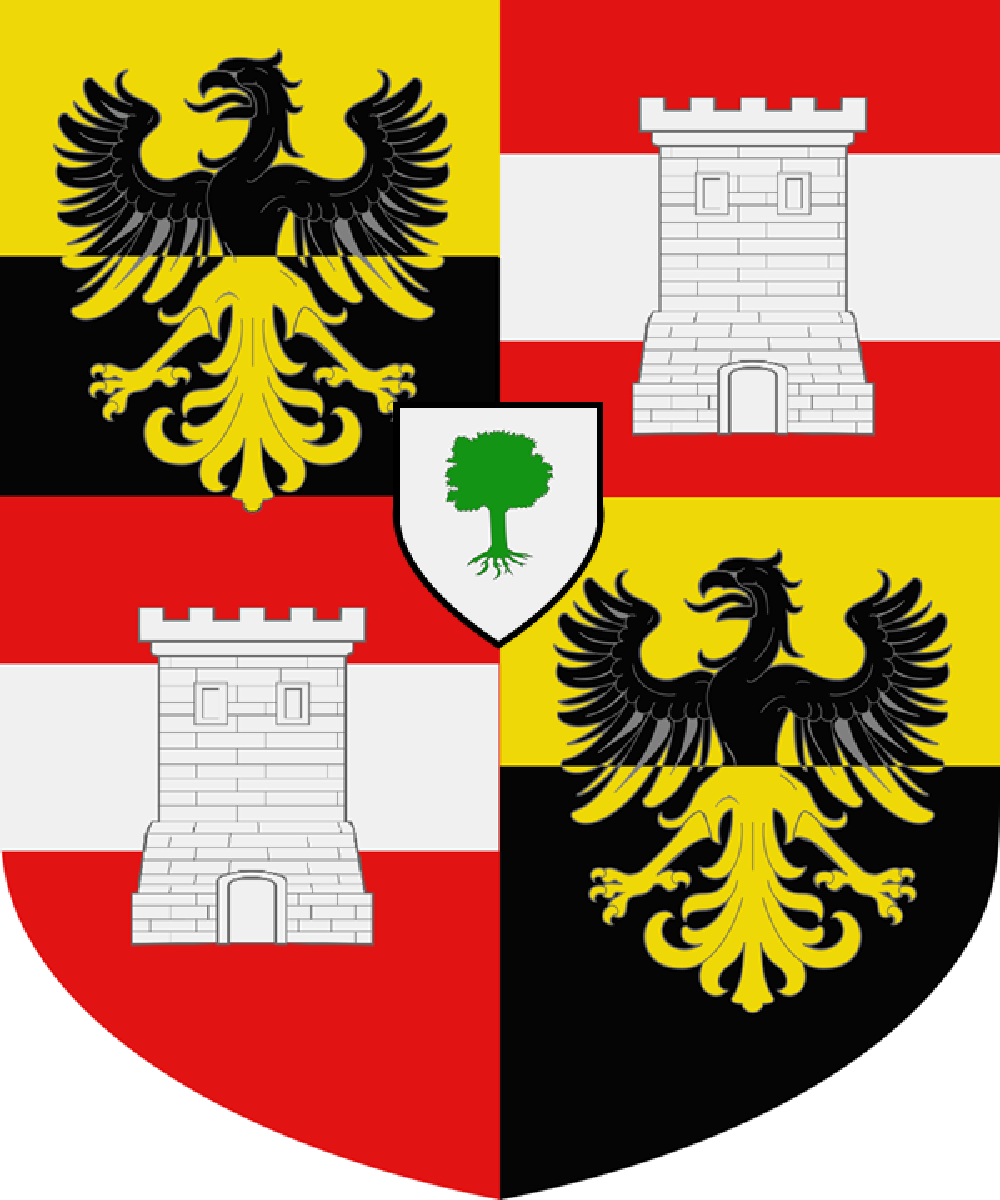
armes des Flangini

Les armes des Flangini se composent d'un écu écartelé ; au premier et dernier point parti d'or et de sable avec une Aigle éployée et partie de sable et d'azur; au second et troisième de gueules avec une face d'argent et une tour maçonnée du même métal, brochante sur le tout. En cœur, un petit écu d'argent avec un tronc d'arbre déraciné et un seul rejetton de sinople.

## Demeures

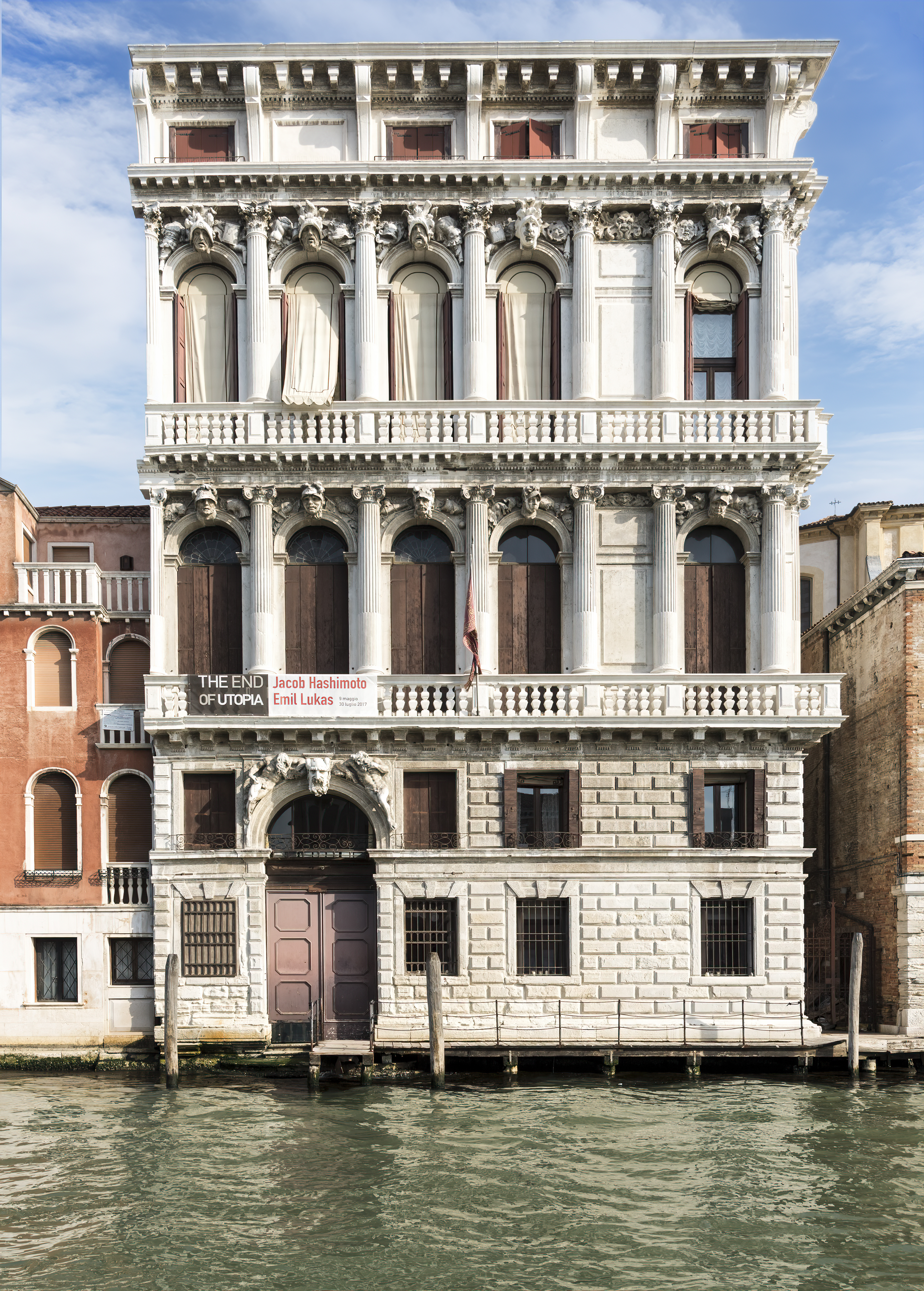
Palais Flangini
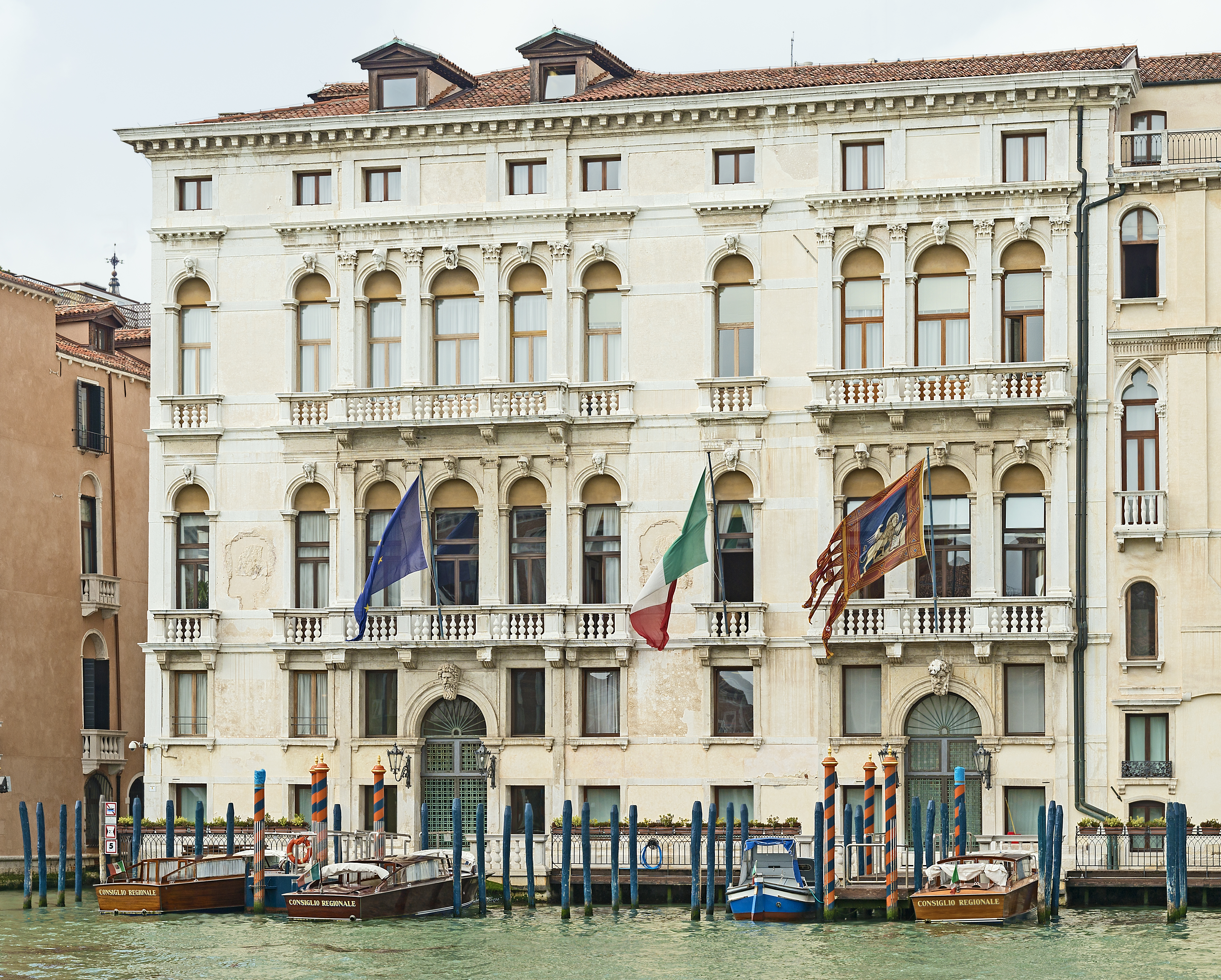
Palais Flangini Fini

- Palazzo Flangini Fini